# Ernest Guiraud
Ernest Guiraud (ur. 23 czerwca 1837 w Nowym Orleanie, zm. 6 maja 1892 w Paryżu) – francuski kompozytor i pedagog.

## Życiorys
Był synem Jeana-Baptiste’a Guirauda (1803–1864), francuskiego kompozytora, który wyemigrował do Stanów Zjednoczonych. Podstawy edukacji muzycznej otrzymał od ojca. W wieku 15 lat wystawił w Nowym Orleanie swoją pierwszą operę Le roi David. Ukończył studia w Konserwatorium Paryskim, gdzie jego nauczycielami byli Antoine François Marmontel (fortepian) i Jacques Fromental Halévy (kompozycja). W 1859 roku zdobył Prix de Rome za kantatę Bajazet et le joueur de flûte. Po czteroletnim pobycie we Włoszech wrócił do Paryża, gdzie mieszkał do końca życia. Od 1876 roku uczył harmonii, a w latach 1880–1892 był wykładowcą kompozycji w Konserwatorium Paryskim. Do jego uczniów należeli Claude Debussy, André Gedalge i Charles Martin Loeffler.
Napisał recytatywy do Carmen Bizeta, po śmierci Jacques’a Offenbacha dokończył też orkiestrację Opowieści Hoffmanna. Był autorem podręcznika instrumentacji pt. Traité pratique d’instrumentation (wyd. Paryż 1895).

## Wybrane kompozycje
(na podstawie materiałów źródłowych)

### Utwory orkiestrowe
- 2 suity orkiestrowe (I ok. 1871, II 1886)
- Ouverture de concert (1874; wersja zrewid. pt. Ouverture d’Arteveld 1882)
- Caprice na skrzypce i orkiestrę (ok. 1885)
- Allegro de concert na fortepian i orkiestrę (1885)
- poemat symfoniczny Chasse fantastique (1887)

### Utwory wokalno-instrumentalne
- kantata Bajazet et le joueur de flûte (1859)
- Messe solennelle (1860)

### Opery
- Le roi David (wyst. Nowy Orlean 1852)
- Sylvie (wyst. Paryż 1864)
- En prison (wyst. Paryż 1869)
- Le Kobold (wyst. Paryż 1870)
- Madame Turlupin (wyst. Paryż 1872)
- Piccolino (wyst. Paryż 1876)
- Galante aventure (wyst. Paryż 1882)
- Frédégonde, dokończona przez Camille’a Saint-Saënsa i Paula Dukasa (wyst. Paryż 1895)

### Balet
- Gretna Green (wyst. Paryż 1873)